# Металопрокатний завод у Джеблі
Металопрокатний завод у Джеблі — підприємство чорної металургії Сирії, майданчик якого розташований у приморській провінції Латакія.
Завод, який став до ладу в 2002 році, спроможний продукувати 300 тисяч тонн будівельної арматури на рік.
Проєкт реалізували через Arabian Steel Company (ASCO), що належить місцевим бізнесменам Айману Джабері та Тахсіну Аль-Мабрук Абдул Раззаку.
Є відомості, що під час громадянської війни у Сирії на заводі організували виробництво «бочкових бомб», які скидали з літаків на врожі позиції та населені пункти.